# Ogrodzona (wieś w powiecie piotrkowskim)
Ogrodzona – wieś w Polsce, położona w województwie łódzkim, w powiecie piotrkowskim, w gminie Łęki Szlacheckie.
W latach 1975–1998 miejscowość położona była w województwie piotrkowskim.